# FIFA-Klub-Weltmeisterschaft 2013
Die FIFA-Klub-Weltmeisterschaft 2013 (englisch FIFA Club World Cup 2013) war die zehnte Austragung dieses weltweiten Fußballwettbewerbs für Vereinsmannschaften und fand vom 11. bis 21. Dezember zum ersten Mal in Marokko statt. Sieger wurde die Mannschaft des FC Bayern München.

## Vergabe
Ursprünglich hatten sich vier Staaten um die Austragung der Turniere 2013 und 2014 beworben:
- Iran
- Marokko
- Südafrika
- Vereinigte Arabische Emirate (waren bereits Gastgeber der Turniere 2009 und 2010 in Abu Dhabi)

Am 17. Dezember 2011 erteilte die FIFA Marokko den Zuschlag.

## Modus
Gegenüber dem seit 2007 geltenden Austragungsmodus gab es keine Änderungen. Das Turnier wurde mit sieben Teilnehmern ausgetragen. Neben den sechs Siegern der kontinentalen Meisterwettbewerbe auf Klubebene aus Asien (AFC), Afrika (CAF), Karibik, Nord- und Zentralamerika (CONCACAF), Südamerika (CONMEBOL), Europa (UEFA) und Ozeanien (OFC) nahm auch der marokkanische Meister teil, der zunächst ein Ausscheidungsspiel gegen den Sieger der OFC Champions League bestreiten musste. Hätte ein Klub aus Marokko die CAF Champions League gewonnen, dann wäre der am besten platzierte nichtmarokkanische Klub qualifiziert gewesen. Der Sieger des Ausscheidungsspieles spielte mit den Vertretern Afrikas, Asiens und der CONCACAF zwei Teilnehmer des Halbfinales aus. Für dieses waren die Teams aus Europa und Südamerika wie bisher gesetzt und bestritten nur je zwei Spiele. Gespielt wurde im K.-o.-System. An elf Tagen fanden acht Spiele statt.
Die Siegermannschaft erhielt 3,65 Millionen Euro, der Zweitplatzierte 2,92 Millionen Euro, der Drittplatzierte 1,82 Millionen Euro und der Viertplatzierte 1,46 Millionen Euro.

## Spielstätten
| Marrakesch |

| Agadir |

| Marrakesch |

| Agadir |

## Teilnehmer
| Klub                 | Qualifikation                     | Kontinentalverband     |
| -------------------- | --------------------------------- | ---------------------- |
| Guangzhou Evergrande | AFC Champions League 2013         | AFC                    |
| al Ahly SC           | CAF Champions League 2013         | CAF                    |
| CF Monterrey         | CONCACAF Champions League 2012/13 | CONCACAF               |
| Atlético Mineiro     | Copa Libertadores 2013            | CONMEBOL               |
| Auckland City FC     | OFC Champions League 2012/13      | OFC                    |
| FC Bayern München    | UEFA Champions League 2012/13     | UEFA                   |
| Raja Casablanca      | GNF 1 2012/13                     | CAF (Meister Marokkos) |

## Das Turnier im Überblick
Die Auslosung der Viertelfinalpartien fand am 9. Oktober 2013 statt. Die Anstoßzeiten beziehen sich auf die Ortszeit UTC±0, was der Mitteleuropäischen Zeit minus eine Stunde entspricht.
| Spiel              | Datum        | Ortszeit  | Stadion            | Mannschaft 1         | Ergebnis            | Mannschaft 2      |
| ------------------ | ------------ | --------- | ------------------ | -------------------- | ------------------- | ----------------- |
| Ausscheidungsspiel | 11. Dezember | 19:30 Uhr | Stade Adrar        | Raja Casablanca      | 2:1 (1:0)           | Auckland City FC  |
| Viertelfinale 1    | 14. Dezember | 16:00 Uhr | Stade Adrar        | Guangzhou Evergrande | 2:0 (0:0)           | al Ahly SC        |
| Viertelfinale 2    | 14. Dezember | 19:30 Uhr | Stade Adrar        | Raja Casablanca      | 2:1 n. V. (1:1,1:0) | CF Monterrey      |
| Halbfinale 1       | 17. Dezember | 19:30 Uhr | Stade Adrar        | Guangzhou Evergrande | 0:3 (0:2)           | FC Bayern München |
| Spiel um Platz 5   | 18. Dezember | 16:30 Uhr | Stade de Marrakech | al Ahly SC           | 1:5 (1:4)           | CF Monterrey      |
| Halbfinale 2       | 18. Dezember | 19:30 Uhr | Stade de Marrakech | Raja Casablanca      | 3:1 (0:0)           | Atlético Mineiro  |
| Spiel um Platz 3   | 21. Dezember | 16:30 Uhr | Stade de Marrakech | Guangzhou Evergrande | 2:3 (2:2)           | Atlético Mineiro  |

### Finale
Nach dem überraschenden 3:1-Erfolg im Halbfinale gegen Atlético Mineiro aus Brasilien war Raja Casablanca Endspielgegner des FC Bayern München. Dante und Thiago brachten Bayern München früh in Führung. Nach einer einseitig geführten ersten Hälfte mit fast 80 Prozent Ballbesitz für Bayern konnte Casablanca in der zweiten Halbzeit Nachlässigkeiten in der Defensive der Bayern nicht nutzen. In der Schlussphase verzeichnete Xherdan Shaqiri auf der Gegenseite noch einen Lattentreffer. Somit sicherte sich der FC Bayern München als erstes deutsches Team die FIFA-Klub-Weltmeisterschaft und damit seinen fünften Titel im Jahr 2013.
| FC Bayern München                                                 | FC Bayern München | Raja Casablanca | Raja Casablanca | Aufstellung                                         |
| ----------------------------------------------------------------- | --- | --- | --------------- | --------------------------------------------------- |
| FC Bayern München                                                 | \| 21. Dezember 2013 um 19:30 Uhr in Marrakesch (Stade de Marrakech) \| \| Ergebnis: 2:0 (2:0) \| \| Zuschauer: 37.774 \| \| Schiedsrichter: Sandro Ricci ( Brasilien) \|                                                                        | \| 21. Dezember 2013 um 19:30 Uhr in Marrakesch (Stade de Marrakech) \| \| Ergebnis: 2:0 (2:0) \| \| Zuschauer: 37.774 \| \| Schiedsrichter: Sandro Ricci ( Brasilien) \| | Raja Casablanca | Aufstellung FC Bayern München gegen Raja Casablanca |
| FC Bayern München                                                 | Manuel Neuer – Rafinha, Jérôme Boateng, Dante, David Alaba – Philipp Lahm – Xherdan Shaqiri (80. Mario Götze), Toni Kroos (60. Javi Martínez), Thiago, Franck Ribéry – Thomas Müller (76. Mario Mandžukić) Cheftrainer: Pep Guardiola ( Spanien) | Khalid Askri – Zakaria El Hachimi, Mohamed Oulhaj, Ismaïl Benlamalem, Adil Karrouchi – Kouko Guehi, Issam Erraki – Mouhcine Moutouali , Chem-Eddine Chtibi (50. Vianney Mabidé), Abdelilah Hafidi (88. Badr Kachani) – Mouhcine Iajour (78. Rachid Soulaimani) Cheftrainer: Faouzi Benzarti ( Tunesien) | Raja Casablanca | Aufstellung FC Bayern München gegen Raja Casablanca |
| FC Bayern München                                                 | 1:0 Dante (7.) 2:0 Thiago (22.) | | Raja Casablanca | Aufstellung FC Bayern München gegen Raja Casablanca |
| FC Bayern München                                                 | Mohamed Oulhaj (55.), Rachid Soulaimani (79.) | | Raja Casablanca | Aufstellung FC Bayern München gegen Raja Casablanca |
| FC Bayern München                                                 | Spieler des Spiels: Franck Ribéry | | Raja Casablanca | Aufstellung FC Bayern München gegen Raja Casablanca |
| 21. Dezember 2013 um 19:30 Uhr in Marrakesch (Stade de Marrakech) | | |                 |                                                     |
| Ergebnis: 2:0 (2:0)                                               | | |                 |                                                     |
| Zuschauer: 37.774                                                 | | |                 |                                                     |
| Schiedsrichter: Sandro Ricci ( Brasilien)                         | | |                 |                                                     |

### Kader des FC Bayern München
Folgende Spieler standen im 23-Mann-Kader des FC Bayern München:
| 1.                | FC Bayern München |
| FC Bayern München | - Tor: Manuel Neuer (2 Spiele / 0 Tore), Lukas Raeder (-), Tom Starke (-) - Abwehr: David Alaba (2/0), Jérôme Boateng (2/0), Diego Contento (-), Dante (1/1), Jan Kirchhoff (-), Philipp Lahm (2/0), Rafinha (2/0), Daniel Van Buyten (1/0) - Mittelfeld: Mario Götze (2/1), Julian Green (-), Pierre Emile Højbjerg (-), Toni Kroos (2/0), Javi Martínez (2/0), Thomas Müller (1/0), Franck Ribéry (2/1), Xherdan Shaqiri (2/0), Thiago (2/1), Mitchell Weiser (-) - Angriff: Mario Mandžukić (2/1), Claudio Pizarro (1/0) - Cheftrainer: Pep Guardiola |

## Statistik
| Rang | Klub                 |
| ---- | -------------------- |
| 1    | FC Bayern München    |
| 2    | Raja Casablanca      |
| 3    | Atlético Mineiro     |
| 4    | Guangzhou Evergrande |
| 5    | CF Monterrey         |
| 6    | al Ahly SC           |
| 7    | Auckland City FC     |

| Rang | Spieler            | Klub                 | Tore |
| ---- | ------------------ | -------------------- | ---- |
| 1    | Darío Conca        | Guangzhou Evergrande | 2    |
|      | César Delgado      | CF Monterrey         | 2    |
|      | Mouhcine Iajour    | Raja Casablanca      | 2    |
|      | Ronaldinho         | Atlético Mineiro     | 2    |
| 5    | Humberto Suazo     | CF Monterrey         | 1    |
|      | Muriqui            | Guangzhou Evergrande | 1    |
|      | Diego Tardelli     | Atlético Mineiro     | 1    |
|      | Luan               | Atlético Mineiro     | 1    |
|      | Neri Cardozo       | CF Monterrey         | 1    |
|      | Abdelilah Hafidi   | Raja Casablanca      | 1    |
|      | Moushine Moutouali | Raja Casablanca      | 1    |
|      | Franck Ribéry      | FC Bayern München    | 1    |
|      | Mario Götze        | FC Bayern München    | 1    |
|      | Mario Mandžukić    | FC Bayern München    | 1    |
|      | Dante              | FC Bayern München    | 1    |
|      | Thiago             | FC Bayern München    | 1    |
|      | Roy Krishna        | Auckland City FC     | 1    |
|      | Emad Moteab        | al Ahly SC           | 1    |
|      | Elkeson            | Guangzhou Evergrande | 1    |
|      | José María Basanta | CF Monterrey         | 1    |
|      | Kouko Guehi        | Raja Casablanca      | 1    |
|      | Leobardo López     | CF Monterrey         | 1    |
|      | Vianney Mabidé     | Raja Casablanca      | 1    |
|      | Chemseddine Chtibi | Raja Casablanca      | 1    |

## Ehrungen

### Adidas Goldener Ball
Der Goldene Ball für den besten Spieler des Turniers ging an den Franzosen Franck Ribéry vom Titelträger FC Bayern München. Der Silberne Ball wurde an seinen deutschen Teamkollegen Philipp Lahm verliehen. Den Bronzenen Ball erhielt der Marokkaner Mouhcine Iajour von Raja Casablanca.

### FIFA-Fair-Play-Trophäe
Den Fair-Play-Preis für sportlich korrektes Auftreten auf und außerhalb des Rasens konnte sich der FC Bayern München sichern.

## Schiedsrichter
Seitens der FIFA wurde von jedem Kontinentalverband, mit Ausnahme Ozeaniens, ein Schiedsrichterteam nominiert. Afrika stellte zusätzlich noch ein Reservetrio.
| Verband        | Schiedsrichter                       | Jahrgang                             | Assistent 1                          | Jahrgang                             | Assistent 2                          | Jahrgang                             |
| -------------- | ------------------------------------ | ------------------------------------ | ------------------------------------ | ------------------------------------ | ------------------------------------ | ------------------------------------ |
| AFC (abgesagt) | Ali Hamad Albadwawi                  | 1972                                 | Saleh al-Marzouqi                    | 1970                                 | Mohamed al-Mehairi                   | 1974                                 |
| AFC            | Alireza Faghani                      | 1978                                 | Hassan Kamranifar                    | 1972                                 | Reza Sokhandan                       | 1974                                 |
| CAF            | Bakary Gassama                       | 1979                                 | Angesom Ogbamariam                   | 1971                                 | Felicien Kabanda (verletzt)          | 1971                                 |
| CONCACAF       | Mark Geiger                          | 1974                                 | Joe Fletcher                         | 1976                                 | Sean Hurd                            | 1971                                 |
| CONMEBOL       | Sandro Ricci                         | 1974                                 | Emerson de Carvalho                  | 1972                                 | Marcelo van Gasse                    | 1976                                 |
| OFC            | keine Schiedsrichter und Assistenten | keine Schiedsrichter und Assistenten | keine Schiedsrichter und Assistenten | keine Schiedsrichter und Assistenten | keine Schiedsrichter und Assistenten | keine Schiedsrichter und Assistenten |
| UEFA           | Carlos Velasco Carballo              | 1971                                 | Roberto Alonso Fernández             | 1976                                 | Juan Yuste Jiménez                   | 1975                                 |
| CAF(Reserve)   | Sidi Alioum                          | 1982                                 | Peter Edibi                          | 1970                                 | Evarist Menkouande                   | 1974                                 |

## Technische Hilfsmittel
Erstmals kam bei einer Klub-WM das sogenannte Freistoßspray zum Einsatz. Bei Freistößen markierte der Schiedsrichter mit einer Sprühdose den Abstand, den die Fußballspieler zum Ball einhalten mussten, wenn sie eine Mauer bildeten, und die Stelle, von der aus der Schütze schießen musste. Die auf den Rasen gesprühte Linie war nach etwa einer Minute nicht mehr sichtbar. Kritiker bemängelten, diese Neuigkeit verzögere das Spiel.
Außerdem wurde wiederum die Torlinientechnik getestet. Nachdem im Jahr zuvor zwei andere Systeme erprobt worden waren, kam 2013 in Marokko das System GoalControl-4D der deutschen Firma GoalControl zum Einsatz, welches auf sieben Hochgeschwindigkeitskameras pro Tor basiert. Während des Turniers wurden den Stadionbesuchern auf großen Anzeigetafeln erstmals Animationen von strittigen Torszenen vorgeführt. Diese Animationen, die auch im Fernsehen ausgestrahlt wurden und auf dem System GoalControl Replay basieren, machten sichtbar, ob ein Ball die Torlinie in vollem Umfang überschritten hatte, eine notwendige Voraussetzung für ein korrektes Tor.

## Fernsehübertragung
Die ARD übertrug die Spiele des UEFA-Champions-League-Gewinners FC Bayern München live.